# The Eleanor Roosevelt Story
Pour plus de détails, voir Fiche technique et Distribution.
The Eleanor Roosevelt Story est un film documentaire américain réalisé par Richard Kaplan et sorti en 1965.

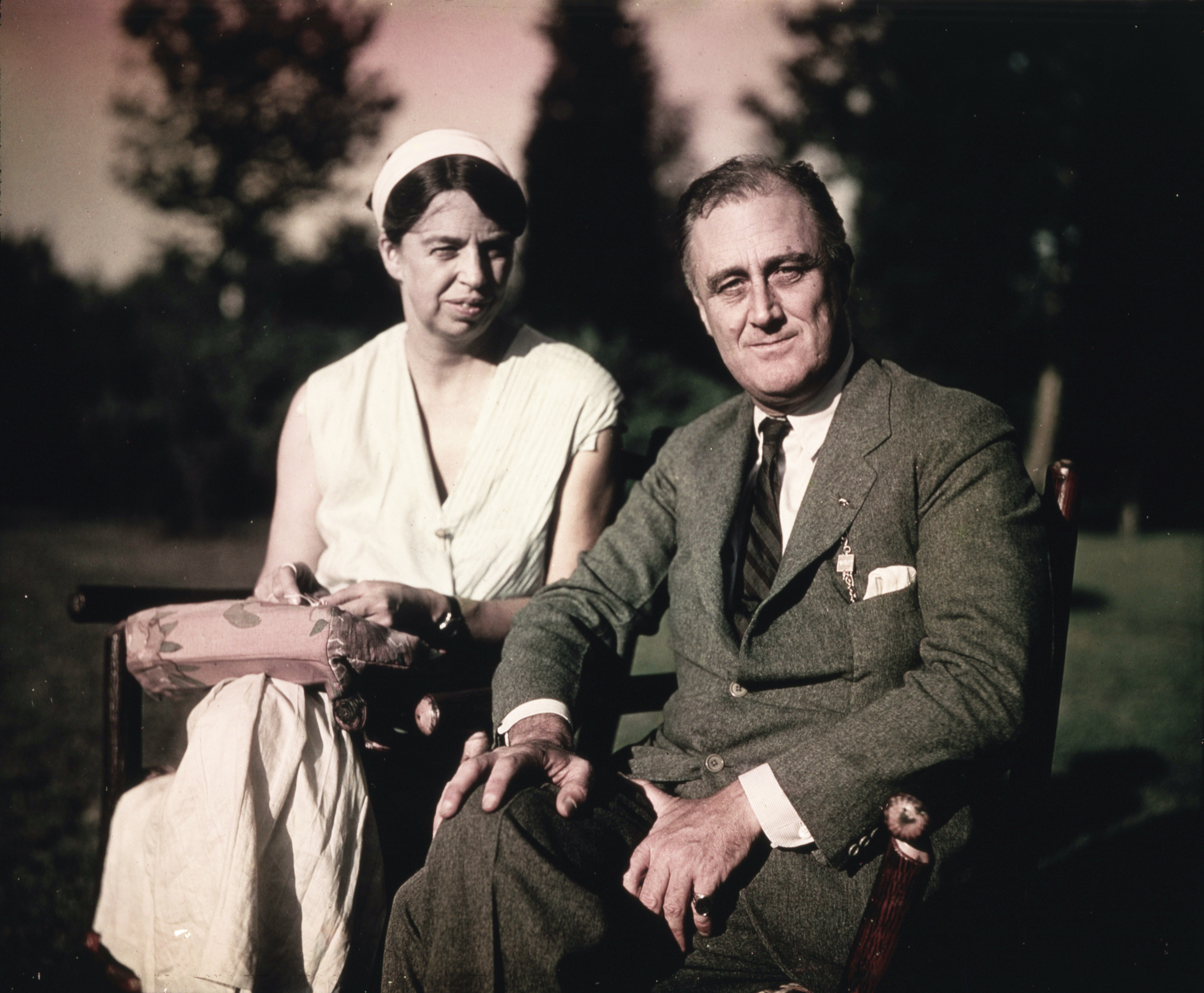
Eleanor Roosevelt et son mari en 1932.

Retraçant la vie d'Eleanor Roosevelt, il a remporté l'Oscar du meilleur film documentaire en 1965.

## Fiche technique
- Réalisation : Richard Kaplan
- Production : Sidney Glazier (en)
- Montage : Miriam Arsham
- Durée : 90 minutes
- Date de sortie : 8 novembre 1965

## Distribution
- Eric Sevareid : narrateur
- Archibald Macleish : narrateur
- Corinne Alsop Cole : narrateur